# La Brigue
 La Brigue  (en brigasco R̂ a Briga, en italiano Briga Marittima) es una población y comuna francesa, en la región de Provenza-Alpes-Costa Azul, departamento de Alpes Marítimos, en el distrito de Niza y cantón de Tende.
Hasta 1947 fue una localidad y comuna italiana de la Provincia de Cuneo. Se incorporó a Francia al acabar a Segunda Guerra Mundial, por el Tratado de París.
En esta zona se habla secularmente el dialecto brigasco que por su parte es una variedad del dialecto royasco de la lengua italiana ligur.

## Demografía
| 687 | 582 | 493 | 495 | 618 | 595 |
| Para los censos de 1962 a 1999 la población legal corresponde a la población sin duplicidades (Fuente: INSEE [Consultar]) |     |     |     |     |     |